# Clarias fuscus
Clarias fuscus és una espècie de peix de la família dels clàrids i de l'ordre dels siluriformes.

## Morfologia
Els mascles poden assolir els 24,5 cm de llargària total.

## Distribució geogràfica
Es troba a la Xina, Taiwan, les Filipines, Vietnam i les Hawaii.